# Blutspur
Eine Blutspur ist eine kleinere oder größere Menge von Blut, die auf eine Verletzung, die zu einem Blutverlust führte, hindeutet. Schon seit alter Zeit werden Blutspuren benutzt, um daraus bestimmte Sachverhalte zu folgern, woraus sich die Blutspurenkunde (Hämatichnologie) entwickelte.

## Tierblut
In der Sprache der Jäger wird eine Blutspur als „Schweiß“ bezeichnet und dient zur Verfolgung eines angeschossenen Tieres. Dabei kann die Sichtbarkeit des verlorenen Blutes auf dem Boden oder an Pflanzen als Fährte dienen. Bei Verwendung eines Jagdhundes richtet dieser sich nach dem individuellen Geruch des Tieres und „verweist“ im Idealfall auch sonst unsichtbare Blutspuren („Schweiß“). Von daher stammt auch der Begriff Schweißhund.

## Menschenblut

### Brauchtum
Seit ältester Zeit wird die Blutspur im Betttuch nach der Hochzeitsnacht als Beweis für den Vollzug der Ehe durch die Entjungferung der Braut gewertet. In manchen Regionen der Welt ist es heutzutage noch üblich, dass der Bräutigam seinen Eltern zum Beweis der Jungfräulichkeit seiner Frau ein blutiges Bettlaken vorweisen, oder selbiges gar aus dem Fenster hängen muss. Geht die Frau nicht mehr jungfräulich in die Ehe, wird der Sachverhalt gerne auch mit Tierblut simuliert. Dieser Brauch ist in Europa etwa noch im südlichen Italien verbreitet.

### Kriminalistik
Bereits in der Frühzeit der Kriminalistik wurden Blutspuren benutzt, um auf den Ablauf von Gewaltverbrechen zu schließen. Dazu gibt es unterschiedliche Vorgehensweisen.

#### Schlüsse aus der geometrischen Form von Blutflecken oder Blutspritzern
Siehe auch Hauptartikel: Blutspurenmusteranalyse
Die Beurteilung der geometrischen Form der Blutspuren, ob es sich um runde Tropfen handelt, mit oder ohne Spritzer herum, um langgestreckte Tropfen oder um Blutverschmierungen, erlaubt Rückschlüsse darauf, was geschehen und gegebenenfalls welche Waffe wie bei einem Verbrechen benutzt worden ist. Einer der Pioniere auf diesem Gebiet war der Berliner Gerichtschemiker Paul Jeserich.

#### Schlüsse aus der Zusammensetzung
Bei Vorliegen entsprechender Spuren muss zunächst entschieden werden, ob es sich überhaupt um Blut (und nicht etwa um Rostflecke) handelt und ob dieses von Menschen oder Tieren stammt. Eine erste Methode zum Nachweis von Blut (bzw. Hämin) in Spuren machte 1853 der Krakauer Anatom Ludwik Teichmann bekannt.
Seit Anfang des 20. Jahrhunderts wurde immer deutlicher klar, dass Blut nicht gleich Blut ist und dass es Möglichkeiten gibt, Unterschiede zweifelsfrei festzustellen. 1901 wurde von Paul Uhlenhuth der mittels Blutserum von Kaninchen durchgeführte Uhlenhuth-Test geschaffen, der erlaubte, Tier- und Menschenblut eindeutig zu unterscheiden. Damit konnte die Schutzbehauptung des Gewaltverbrechers Ludwig Tessnow, dass es sich bei einer Blutspur um Tierblut handle, eindeutig widerlegt werden. Auch im Mordfall Wassing-Falkenberg (1956) konnte erst durch die Unterscheidung von Hunde- und Menschenblut eine falsche Beschuldigung aufgeklärt werden.
Mit der im Jahr 1900 stattgefundenen Entdeckung der Blutgruppen durch den Wiener Karl Landsteiner wurde es möglich, Menschenblut zu unterscheiden und bei unterschiedlichen (von dem Polen Ludwik Hirszfeld benannten) Blutgruppen eine bestimmte Herkunft einer Blutspur auszuschließen.
Die Methoden wurden immer weiter verfeinert, so dass immer geringere Spuren für eine Analyse ausreichten. 1916 fand Leone Lattes, ein Assistent am Gerichtsmedizinischen Institut in Pavia, eine Methode (den Lattes-Test) zur Bestimmung der Blutgruppe von bereits eingetrockneten Blutspuren.
Bessere Möglichkeiten bot die durch den Innsbrucker Gerichtsmediziner Franz Josef Holzer 1930 entwickelte und im 1931 (im Mordfall Mair in Imst) erstmals forensisch angewandte Absorptionsmethode zur Gruppenbestimmung von Blutspuren, womit die Blutgruppeneigenschaften in den roten Blutkörperchen und damit auch bei kleinen Blutmengen kenntlich gemacht werden konnte.
Später (1939) wurde entdeckt, dass neben Blut auch aus dem Speichel (etwa an Zigarettenstummeln) und anderen Körpersekreten die Blutgruppe bestimmt werden kann. So konnte Alexander S. Wiener, der Leiter des serologischen Laboratoriums des Chief Medical Examiners von New York, Milton Helpern, durch die Blutgruppenbestimmung von Sekretflecken den sich 1943 in New York ereigneten Mord an der Griechin Alice Persico aufklären helfen. Bei Experimenten zur Hauttransplantation entdeckte Robin Coombs 1955 das Prinzip der Misch-Agglutination, welches sich bis 1965 zu einem weiteren empfindlichen Test in der kriminalistischen Blutgruppenbestimmung, etwa an winzigen Fasern, entwickelt hatte. Heute kann auch aus einer Blutspur eine DNA-Analyse durchgeführt werden, die den dazugehörigen Menschen eindeutig identifiziert.

## Sichtbarmachung von schwachen Blutspuren
Blutspuren gehören zu den aussagekräftigsten Spuren in der forensischen Fallanalyse. Die Beurteilung von Aussehen, Menge, Form und Verteilung an Tatorten kann Hinweise auf den Tathergang geben, ferner können aus kleinsten Blutmengen zumeist vollständige DNA-Profile erstellen, die dann ebenfalls eine Rekonstruktion des Tatablaufs und über die molekulargenetische DNA-Analyse Aussagen zur Tatbeteiligung von Personen ermöglichen.

### Nachweis von Blutspuren mit Wasserstoffperoxid
Der Chemiker Louis Jacques Thénard machte die Entdeckung, dass sich das Wasserstoffperoxid bei Kontakt mit Blut in Wasser und Sauerstoff zersetzt. Die Reaktion wird durch das Enzym Katalase in den Erythrozyt verursacht, es lassen sich „frische“ (Katalasereaktivität vollständig vorhanden) Blutspuren nachweisen. Eine Schaumbildung ist als Nachweis für die Zersetzung von Wasserstoffperoxid zu sehen. Dieser Nachweis ist nicht ausreichend um in der forensischen Chemie Blutspuren nachzuweisen, weil die Zersetzung von Wasserstoffperoxid (unter Schaumbildung) auch durch Chlorophyll, dem grünen Farbstoff von Pflanzen, katalysiert werden kann. Chlorophyll ist strukturell eng mit dem Häm verwandt. Katalase ist nicht ausschließlich im menschlichen Blut, auch in Lebensmitteln, wie in Kartoffeln, ist das Enzym enthalten.

### Chemilumineszenz mit Luminol
Im kriminaltechnischen Alltag wird regelmäßig das kristalline, blassgelbe Pulver Luminol (3-Aminophthalsäurehydrazid) eingesetzt, dass bereits seit 1930 in der Kriminalistik verwendet wird, um Blutspuren an Tatorten zu finden. Es erzeugt bei der Reaktion mit Oxidationsmitteln blaue Chemilumineszenz, ein blaues Leuchten, was man auch als kaltes Licht bezeichnet. Sprüht man eine Luminollösung, die Wasserstoffperoxid enthält, auf vermutete Blutspuren am Tatort, katalysiert das im Hämoglobin (roter Blutfarbstoff) gebundene Eisen und ein etwa 30-sekündiges blaues Leuchten der Spuren kann beobachtet werden. Das Eisen als Katalysator wirkt bereits in sehr geringer Konzentration, weswegen eine winzige Blutmenge ausreicht, um das blaue Licht zu erhalten. Die Reaktion funktioniert jedoch nur bei getrockneten Blutspuren, da dabei das Eisen (Fe2+) im Hämoglobin zu dreiwertigem Eisen (Fe3+) bzw. Methämoglobin wird, was zusammen mit Luminol eine starke Chemilumineszenz bewirkt. Die Luminolsprühmethode kommt dann zum Einsatz, wenn selbst geringe, sehr alte (Jahre später) oder auch bereits weggeputzte oder gewaschene Blutspuren sichtbar gemacht und gerichtsverwertbar fotografisch gesichert werden sollen. Bei der Fotodokumentation werden die relevanten Bereiche unter Normalbeleuchtung fotografiert und danach mit derselben Kameraausrichtung die mit Luminol besprühten Bereich mit Langzeitbelichtung. Mit gängigen Fotobearbeitungsprogrammen, wie Photoshop, können diese Fotos in Ebenen übereinander gelagert werden, sodass Form, Größe und Position der Spuren deutlich werden. Die Visualisierungsmethode wird aber auch bei Gegenständen im Labor durchgeführt, bei denen ein Verdacht auf Blutspuren besteht. Die Luminolsprühmethode kann Blutverdünnungen bis zu 1:10.000 und bei optimalen Bedingungen bis zu einem Verhältnis von 1:1.000.000.000 (Milliarde) sichtbar machen. Selbst auf bereits gewaschenen Kleidungsstücken können Blutspuren mithilfe von Luminol nachgewiesen werden. Die Chemilumineszenz ist nicht blutspezifisch, diverse andere Substanzen können ebenfalls nach Luminolanwendung reagieren. Es handelt sich den blau leuchtenden Spuren nicht immer um Blut, bis zweihundert haushaltsüblichen Produkten und einzelnen organischen Substanzen (verschiedene Gemüsearten, Reinigungsmittel und Schimmelentferner) zeigten sich Lumineszenzreaktion. Unter den Markennamen LumiScene, Blue Star, Blue Star Forensic Magnum und Leukofluoreszein werden einfach zu handhabende Luminolprodukte, oft mit einer stärkeren Chemilumineszenz durch Zusatz von Fluorescein, vertrieben.

### „Sichtbare“ Alternativen
Der Einsatz von Luminol ist nur in dunklen Bereichen oder abgedunkelten Räumen möglich. (Blut-)Spurenlagen können mit dem Einsatz von Benzidin bei Normalbeleuchtung dargestellt und dokumentiert werden. Das nachgewiesen karzinogen wirkende Benzidin wurde zum Nachweis von Blut, beispielsweise im Stuhl, in der Medizin angewendet. In Kombination mit Wasserstoffperoxid kommt es bei Anwesenheit von Blut zu einer Oxidation mit einhergehender Blaufärbung durch Benzidinblau.
Bei Amido Black (Naphtholblauschwarz -Lösung, Amidoschwarz 10B, C22H14N6Na2O9S2) handelt es sich um eine Protein reagierende Reagenz zur Anfärbung von Abdruckspuren in Blut für poröse und nichtporöse Flächen. Die Lösung zeigt eine starke blaue/schwarze Farbe und ist besonders bei farbintensiven Hintergründen geeignet um einen guten visuellen Kontrast zu erzielen. Ein negativer Einfluss von Amidoschwarz 10B ist bei nicht festzustellen.
Acid Yellow (Brilliant acid yellow 8G, C19H13N2O5S•Na, nicht identisch mit Acid Yellow 9) reagiert wie Amido Black mit Protein zur Anfärbung von Abdruckspuren in Blut. Die aufgetragene Lösung färbt die Spur gelb ein und fluoresziert unter blau – blau/grünem Licht (400–490 nm). Alternativ können auch gute Ergebnisse mit langwelligem UV erzielt werden (empfohlene Filterbrillen gelb oder orange). Beste Ergebnisse werden bei der Anwendung auf nicht porösen Oberflächen (Glas, Fliesen oder lackierten Oberflächen) erzielt.
Säurefuchsin (Acid Red, Hungarian Red, Ungarisches Rot) ist ein Farbstoff auf Wasserbasis, der das in Blut und einigen anderen Körperflüssigkeiten vorhandene Protein rot färbt. Der Triphenylmethanfarbstoff Malachitgrün wird sowohl als Farbstoff zur Färbung von synthetischen Fasern und von Seide eingesetzt als auch in der forensischen Medizin zum Nachweis von Blutspuren. Die beiden Reagentien werden, wie Ninhydrin, in der polizeilichen Tatortarbeit und forensischen Laboren wegen teils langen Reaktionszeiten oder blutunspezifischen Proteinnachweisen selten eingesetzt.
Ein weiteres Reagenz zum Nachweis von Blutspuren ist Kristallviolett (auch Gentianaviolett, Gentian Violett oder Gentian violet, im Handel unter LVC – Leuco Crystal Violet). Es wird die reduzierte Form von Kristallviolett verwendet, ein violetter Triphenylmethanfarbstoff, der ursprünglich farblos ist. Wenn die mit Wasserstoffperoxid angereicherte LCV-Lösung mit dem Hämanteil des Hämoglobins in Kontakt kommt, wird durch eine katalytische Reaktion ein violett-bläulicher Farbumschlag ausgelöst. Der rote Farbton entsteht hierbei durch die Verbindung des Eisen (Fe3+) mit der 5-Sulfosalicylsäure. Im Vergleich zu anderen Kontrastverstärkungsmethoden, wie Hungarian Red, Acid Yellow oder Amidoschwarz kann nach Applikation der aktivierten Stammlösung das Spurenbild direkt interpretiert werden, ohne dass eine Fixationslösung zur Sicherung der Spur appliziert werden muss. Bei der Verwendung von LCV muss allerdings beachtet werden, dass eine Spur im Nachhinein nicht mehr für weiterführende molekulargenetische Untersuchungen geeignet ist, da die Molekülketten aufgebrochen werden und das Eisen, statt bei Luminol als Katalysator zu wirken, chemisch umgesetzt wird.

### Wärmebildtechnik
Die US-Wissenschaftler um Michael L. Myrick von der University of South Carolina haben mit Wärmebildtechnik Blutspuren auf Gewebe sichtbar machen können. Sie brachten Wasserdampf auf eine blutbefleckte Probe und fotografierten sie mit einer Infrarotkamera. Die dadurch entstehende Temperaturerhöhung ist im Infrarotspektrum gut zu erkennen und auch auf unbestimmte Zeit sichtbar, solange der Wasserdampf den Blutfleck feucht hält. Die abgeschwächte Totalreflexion mittels Fourier-Transformations-Infrarotspektroskopie (ATR FT-IR) wurde verwendet, um Blutflecken anhand der charakteristischen Proteinabsorption im mittleren Infrarotbereich zu erkennen, wo Intensitätsänderungen im Spektrum mit der Blutkonzentration in Zusammenhang gebracht werden können. Die partielle Kleinstquadrate-Regression wurde für multivariate Kalibrierungen von IR-Spektren von Blutverdünnungen auf vier Stoffarten (Acryl, Nylon, Polyester und Baumwolle) angewendet. Es zeigte sich eine deutlich verbesserte IR-Nachweisgrenze (DL) für Blut auf Baumwolle und für Blut auf Nylon. Die Hydrophobie von Acrylgewebe bedingte variable und teils schlechteren IR-Spektren, Polyester zeigte ein ähnliches Problem bei niedrigen Blutkonzentrationen. Aufgrund der höheren Oberflächenempfindlichkeit und der geringeren Eindringtiefe eignet sich die ATR FT-IR jedoch hervorragend für die Erkennung kleiner Blutmengen auf der Vorderseite aller getesteten Textilien (0,0010 µg bei Baumwolle, 0,0077 µg bei Nylon, 0,011 µg bei Acryl und 0,0066 µg bei Polyester).

### Forensisches Licht
Erstmals beschrieb Robert Williams Wood 1919 den Nutzen von UV-Licht einer Lampe der Wellenlänge 360 nm bei der medizinischen Untersuchung von Sexualdelikten, diese Lampe wurde die über die Jahre als Wood-Lampe bekannt. Blutspuren sind abhängig von den Oberflächen und in Intensität des Auftrags aufgrund eines zu geringen Kontrastes für das menschliche Auge unter Normalbeleuchtung oft nicht sichtbar, man spricht dann von maskierten Blutspuren. Um diese zu visualisieren, nutzt man die physikalisch-optischen Eigenschaften, bzw. das sogenannte Absorptionsverhalten von Blut. Das optimale Absorptionsverhalten von Blut liegt bei einer Wellenlänge von ca. 415 nm. Beleuchtet man Blutspuren mit Licht dieser Wellenlänge, erscheinen sie dunkel bis tiefschwarz, sodass ein sichtbarer Kontrast entsteht. Manche sehr dunkle Oberflächen bzw. Spurenträger absorbieren dieses Licht aber genauso stark wie Blut. Zur Kontrastierung kann man eine Lichtquelle im Infrarotbereich (700–1000 nm) nutzen. Blut absorbiert in diesem Bereich immer noch stark, wohingegen viele Spurenträger das Licht teilweise reflektieren. Für diesen Vorgang ist allerdings eine Infrarotkamera erforderlich, da das menschliche Auge Licht nur mit einer Wellenlänge von 400–700 nm wahrnehmen kann.